# Località bandiere blu in Italia (2005)
Elenco delle località italiane insignite della bandiera blu dalla FEE per l'anno 2005.

## Spiagge

### Piemonte
- Cannobio
- Cannero Riviera

### Lombardia
- Sirmione, Lido Bionde e Viale Gennari

### Friuli-Venezia Giulia
- Grado
- Lignano Sabbiadoro

### Veneto
- Bibione
- Jesolo

### Liguria
- Albissola Marina
- Albisola Superiore
- Bergeggi
- Bordighera
- Camporosso
- Celle Ligure
- Chiavari
- Lavagna
- Lerici
- Moneglia
- Savona, Fornaci e Natarella
- Taggia

### Emilia-Romagna
- Comacchio
- Lidi Ravennati
- Cervia
- Cesenatico
- Bellaria-Igea Marina
- Rimini
- Misano Adriatico
- Cattolica

### Toscana
- Bibbona
- Camaiore
- Castagneto Carducci
- Castiglione della Pescaia
- Follonica
- Forte dei Marmi
- Grosseto, Marina e Principina
- Pietrasanta
- Pisa, Tirrenia
- Rosignano Marittimo, Castiglioncello e Vada
- Viareggio

### Marche
- Gabicce Mare
- Pesaro, Lido di Ponente e di Levante
- Senigallia
- Sirolo
- Numana Bassa
- Porto Recanati, Centro Storico
- Porto San Giorgio
- Cupra Marittima
- Grottammare
- San Benedetto del Tronto
- Civitanova Marche, Lungomare Nord e Centro

### Lazio
- Anzio, Ponente e Lido di Lavinio
- Gaeta
- Sabaudia
- Sperlonga

### Abruzzo
- Alba Adriatica
- Fossacesia
- Giulianova, lungomare Zara e Spalato
- Martinsicuro
- Rocca San Giovanni
- Roseto degli Abruzzi, Capoluogo e Cologna
- San Salvo
- San Vito Chietino
- Scanno
- Tortoreto
- Vasto

### Molise
- Termoli

### Campania
- Ascea
- Agropoli
- Castellabate (S.Maria e S.Marco)
- Centola, Palinuro
- Pisciotta
- Pollica, Acciaroli e Pioppi
- Positano
- Sapri, lungomare centrale

### Basilicata
- Policoro

### Puglia
- Bisceglie, Scalette e Salsello
- Castrignano del Capo
- Ginosa
- Peschici
- Vieste

### Calabria
- Cirò Marina
- Catanzaro Lido
- Marina di Gioiosa Jonica
- Roccella Jonica
- Scilla

### Sicilia
- Marsala, Lidi Signorino e Mediterraneo
- Menfi
- Pozzallo

### Sardegna
- Barisardo
- Quartu Sant'Elena, Poetto
- Santa Teresa di Gallura, La Rena Bianca

## Approdi Turistici

### Liguria
- Imperia mare
- Marina degli Aregai, Santo Stefano al Mare
- Marina di Andora
- Marina di Chiavari
- Marina di Portovenere
- Porto Carlo Riva di Rapallo
- Porto Lotti, La Spezia
- Vecchia Darsena di Savona

### Toscana
- Marina di Punta Ala, Castiglione della Pescaia
- Marina di San Rocco, Grosseto
- Marina di Cala Galera, Porto Ercole

### Lazio
- Porto turistico Riva di Traiano, Civitavecchia
- Marina di Nettuno

### Campania
- Sudcantieri, Pozzuoli
- Porto turistico di Capri
- Porto turistico di Marina di Camerota

### Puglia
- Marina di Brindisi

### Sardegna
- Marina dell'orso, Poltu Quatu (Arzachena)
- Marina di Banuei e Santa Maria Navarrese
- Marina di Capitana, Quartu Sant'Elena
- Marina di Portisco
- Marina di Porto Cervo
- Marina di Porto Rotondo
- Marina di Santa Teresa di Gallura

### Sicilia
- Marina di Portorosa, Furnari

### Abruzzo
- Marina di Pescara

### Marche
- Marina di Porto San Giorgio
- Porto Turistico di Numana

### Emilia-Romagna
- Portoverde, Misano Adriatico
- Marina di Rimini
- Ravenna, Yacht Club
- Circolo velico ravennate

### Veneto
- Darsena delle Saline, Chioggia
- Darsena dell'orologio, Caorle
- Marina di Albarella
- Marina del Cavallino
- Marina 4, Caorle
- Porto Turistico di Jesolo

### Friuli-Venezia Giulia
- Darsena Aprilia Marittima
- Marina Punta Faro, Lignano
- Marina Punta Verde, Lignano
- Marina uno, Lignano
- Porto Vecchio, Lignano
- Marina Capo Nord, Latisana
- Marina Punta dei Gabbiani, Latisana
- Marina di Sant'Andrea, San Giorgio di Nogaro
- Poto San Vito, Grado